# Ángel Parra y el tocador afuerino
Ángel Parra y el tocador afuerino es un álbum de estudio del cantautor chileno Ángel Parra en conjunto con el antropólogo suizo Gilbert Favre, quien fuera durante varios años pareja de Violeta Parra, madre de Ángel. Fue lanzado originalmente en 1967 por el sello Arena, y corresponde al sexto álbum oficial de Ángel Parra. Este álbum al contrario de los últimos realizados por Ángel, vuelve a incluir canciones en su mayoría compuestas por otros intérpretes.

## Lista de canciones
| Ángel Parra y el tocador afuerino |                                  |                                        |          |  |
| N.º                               | Título                           | Música                                 | Duración |  |
| 1.                                | «Vasija de barro» (instrumental) | Gonzalo Benítez, Luis Alberto Valencia |          |  |
| 2.                                | «Alborozo colla»                 | Antonio Pantoja                        |          |  |
| 3.                                | «El chango»                      | Ángel Parra                            |          |  |
| 4.                                | «La leñera»                      | Alfredo Domínguez                      |          |  |
| 5.                                | «Cueca punteada y rasgueada»     | Ángel Parra                            |          |  |
| 6.                                | «Milonga del solitario»          | Atahualpa Yupanqui                     |          |  |
| 7.                                | «Sanjuanito»                     | Gilbert Favre                          |          |  |
| 8.                                | «La suerte de mi compadre»       | Ángel Parra                            |          |  |
| 9.                                | «El cóndor pasa»                 | Daniel Alomía Robles                   |          |  |
| 10.                               | «La vieja verde»                 | Nicanor Parra, Ángel Parra             |          |  |